# سان کویرینو
سان کویرینو (به ایتالیایی: San Quirino) یک کومونه در ایتالیا است که در استان پوردنونه واقع شده‌است. سان کویرینو ۵۱٫۲ کیلومتر مربع مساحت و ۴٬۴۰۰ نفر جمعیت دارد و ۱۱۶ متر بالاتر از سطح دریا واقع شده‌است.